# Иоасаф (Василикив)
Митрополи́т Иоаса́ф (в миру Ива́н Кузьми́ч Василикив; укр. Іван Кузьмич Василиків; род. 7 февраля 1955, Грушев, Дрогобычский район, Дрогобычская область, Украинская ССР) — епископ Православной церкви Украины (ранее — архиерей Украинской православной церкви Киевского патриархата); ректор Ивано-Франковского богословского института (с 2002), митрополит Ивано-Франковский и Галицкий (с 1997).
Тезоименитство — 17 марта.

## Биография
Родился 7 февраля 1955 года в Грушеве в Дрогобычской области Украинской ССР. В 1961 году пошел в первый класс Грушевской средней школы, которую успешно окончил в 1971 году. С 1973 по 1976 год проходил срочную службу в рядах военно-морского флота СССР. С 1976 по 1977 год работал на автокрановом заводе города Драгобыча, а с ноября 1977 по июнь 1986 года — водителем троллейбуса в трамвайно-троллейбусного парка города Львова. С 1986 по 1988 год находился на сверхсрочной военной службе.
В феврале 1988 года поступил на послушание в Архангельскую епархию Русской православной церкви, став иподиакона в кафедральном соборе в Архангельске. 23 апреля 1989 года епископом Архангельским и Мурманским Пантелеймоном (Долгановым) был пострижен в рясофор и 24 апреля 1989 года рукоположен в сан диакона. 1 октября 1990 года епископом Архангельским и Мурманским Пантелеймоном был рукоположен в сан иерея и назначен настоятелем прихода села Веркола Пинежского района Архангельской области.
24 марта 1992 года в Ильинском кафедральном соборе города Архангельска епископом Архангельским и Мурманским Пантелеимоном был пострижен в монашество. 30 марта 1992 года решением Священного Синода Русской православной церкви был назначен наместником Артемия-Веркольского монастыря. 15 апреля 1992 года за ревностное служение Церкви Божией Патриархом Московским Алексеем II награжден наперсным крестом. 24 марта 1995 года указом патриарха Московского Алексия II возведен в сан игумена. В июле 1995 года отстранен от наместничества в Артемиево-Веркольском монастыре; вместо него был назначен иеромонах Алексий (Тетерин). C мая 1996 года - вновь наместник Артемиево-Веркольского монастыря.
8 января 1997 года, в связи с переездом на Украину, подал епископу Архангельскому и Мурманском Тихону (Степанову) прошение об освобождении от обязанностей наместника монастыря. 9 января 1997 года согласно поданному прошению освобождён от послушания наместника монастыря.
7 марта 1997 года был принят в юрисдикцию Украинской православной церкви Киевского патриархата.
6 апреля 1997 года в Владимирском кафедральном соборе Киева был хиротонисан во епископа Донецкого и Луганского.
28 октября 1997 года решением Священного Синода Киевского Патриархата назначен епископом Ивано-Франковский и Галицким.
23 января 2000 года патриархом Киевским и всея Руси-Украины Филаретом (Денисенко) награжден Орденом Архистратига Михаила. 7 января 2001 года награжден орденом Креста Спасителя.
9 декабря 2002 года за труды в развитии УПЦ КП вознесен к сану архиепископа.
23 января 2004 года патриархом Киевским и всея Руси-Украины Филаретом награжден Орденом Святого Равноапостольного князя Владимира Великого III степени. 22 июля 2008 года награжден Президентом Украины орденом «За Заслуги» II степени.
23 января 2012 года Указом Филарета (Денисенко) возведен в сан митрополита.
26 августа 2019 года обвинил предстоятеля УГКЦ архиепископа Святослава Шевчука, высказавшегося за совместное пользование собором Софии Киевской различными конфессиями, в разжигании межрелигиозной розни, настаивая, что София Киевская принадлежит исключительно православным, а греко-католики должны вернуться в православие: «верховный архиепископ УГКЦ Святослав уже в который раз заявляет, что Святая София Киевская является их главным кафедральным храмом. <…> Разве он не знает, что украинская греко-католическая иерархия потеряла восточное материнское преемство? Бесспорно, что знает. Разве он не знает, что Храм Святой Софии в Киеве является материнским храмом православного, подчеркиваю, православного украинского народа, от которого они отделились и таким образом стали чужими между своими (украинцами) и не стали своими между чужими (католиками). Приводить в пример Храм Гроба Господня в Иерусалиме является неуместным, потому как украинские греко-католики так священнослужители других униатских церквей входящих в структуру РКЦ через униатство, который неоднократно осуждался как в Баламанде так и в аэропорту Гаваны папой Римским Франциском, не имеют возможности совершать в нем богослужения, и не только в нём но и в других католических храмах Палестины. Статус-кво в Храме Гроба Господня в Иерусалиме имеет место только православная, римско — католическая и армянская церкви. Поэтому с учётом того, что сказал глава УГКЦ я понял одно — он действует по принципу „если я не могу, тогда никто“, чем косвенно разжигает межрелигиозную вражду, возможно даже не желая того. Поэтому я хочу владыке Святославу предложить начинать с УГКЦ. На Западной Украине, во Львовской, Ивано-Франковской и Тернопольской областях эта церковь является клерикальной институцией которая по отношению к Православной Церкви с помощью и поддержкой государственных служащих действует исключительно с позиции силы, и таких примеров можно привести множество. Учитывая вышеизложенное призываю владыку Святослава и всех архиереев УГКЦ показать пример, откажитесь от клерикализма, возвращайтесь к православию, к Восточному Материнскому Корню, к Владимирову Крещению, станьте своим между своими».

## Награды
государственные
- Орден «За заслуги» II степени (Указ президента Украины от 2008 года)

церковные
- Орден святого Георгия Победоносца (14 декабря 2006)
- Орден святого равноапостольного князя Владимира III степени (23 января 2004)
- Орден Христа Спасителя (2001)
- Орден святого архистратига Божия Михаила (1999)